# 罗伯特·密立根
罗伯特·安德魯斯·密立根（Robert Andrews Millikan，1868年3月22日—1953年12月19日），美国物理学家，1922年IEEE爱迪生奖章得主与1923年诺贝尔物理学奖得主。1910-1917年曾以油滴實驗精确地测得出基本电荷的电荷量e的值，从而确定了电荷的不连续性，1916年曾验证了爱因斯坦的光电效应公式是正确的，并测定了普朗克常数；另外他在宇宙射线方面也做了一些工作。

## 生平

### 早期

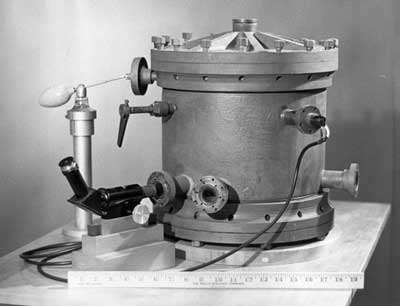
密立根的原本的油滴实验设备, 大约1909-1910年。

羅伯特·密立根在1868年3月22日出生於美國莫里森（Morrison），是塞拉斯·富兰克林·密立根牧师（Reverend Silas Franklin Millikan）和玛丽·简·安德鲁斯（Mary Jane Andrews）的第二個兒子，他的祖父母本來是紐西蘭人，在1750年之前來到美國並在中西部定居。密立根在童年時領導著鄉村，高中時進入了愛荷華州馬科基高中。密立根曾經短暫做過法庭記者，1886年，他進入奧伯林學院（俄亥俄州）就讀。密立根求學期間最喜歡的科目是希臘语和數學，但在1891年畢業後的兩年中，密立根教職小學物理。在教職期間，密立根發現物理學才是他所感興趣且擅長的。在1893年，他被任命為哥倫比亞大學物理研究員。密立根在1895年獲得博士學位，有關發射光的偏振藉由白熾燈表面使用的研究，其目的是美國造幣廠融化黃金和白銀。
在米海洛·卜平教授的鼓勵下，從1895年至1896年，密立根花了在一年時間於德國柏林哥廷根大學學習。1896年，阿尔伯特·迈克耳孙邀請密立根回到新成立的芝加哥大學的實驗室擔任助理。1910年成為芝加哥大學教授，并担任到1921年。在芝加哥的前幾年中，密立根花了很多時間在準備物理的教科書和簡化物理的教學。
身為一位科學家，密立根提出許多重大的發現，主要是電力領域，光學，原子與分子物理学，他最早的主要成就是在1911年与他的研究生哈维·弗莱彻在著名的油滴实验中採用“落滴法(falling-drop method)”準確測定電子電荷。1912至1915年，密立根實驗驗證了愛因斯坦的光電方程並第一個通过直接光電測定给出了普朗克常數的值。

### 教育

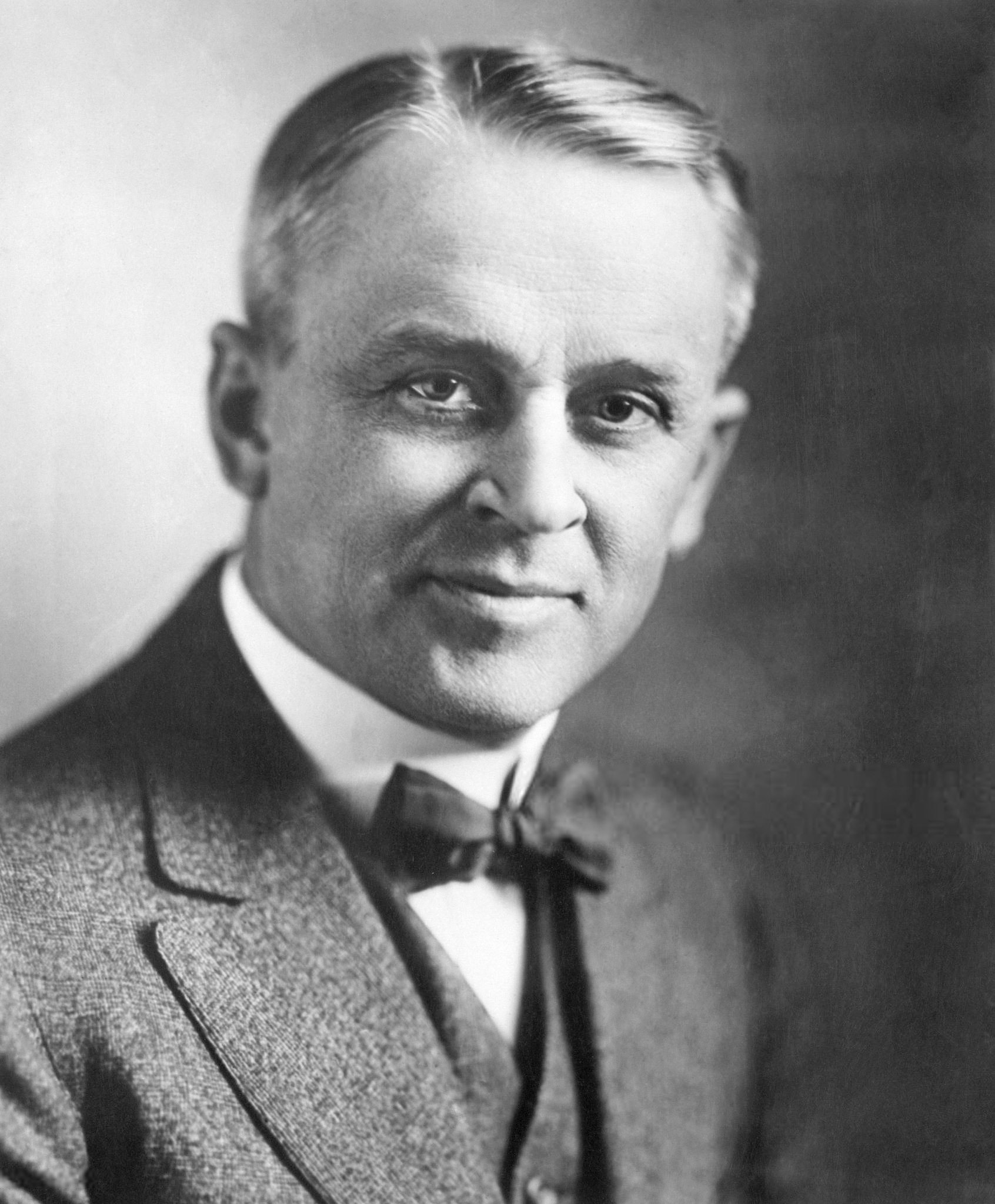
罗伯特·密立根，于1923年。

密立根就讀的高中位於愛荷華州馬科基塔。1891年，密立根在歐柏林學院取得了古典學的學士學位。1895年，他在哥倫比亞大學取得物理學博士學位，他是第一個从该系獲得物理學博士學位的人。
我大二快结束时……我的希臘教授……邀請我明年教導在預備部門的基礎物理課程，我的答覆是，我完全不知道物理學。教授給我的回答是：“任何能夠在我的希臘課獲得優良成績的人，都可以教導物理。” “好吧，”我回答說，'你將會承擔後果，但我會嘗試，試看看我能夠獲得甚麼結果。“ 我立刻去購買了一本艾弗里撰寫的《物理要素》，1889年暑假的大部分時間，我都待在家裡，試圖了解相關題材。……我懷疑我平生的教課會比1889年的第一次物理學教課更好，我是如此強烈地企圖比學生們知道的更明白，我覺得，我自己的興趣和熱情可能已激發了學生們。
密立根與合作者的普及和影響力編輯了系列入門教材，花費了許多時間。相對於其他書籍，他們對待這個系列的教材的問題用很多的方式去解決，密立根他是很善於思考的物理學家。其中教材還包含了許多家庭作業的問題，提出概念性的問題，而不是簡單地要求學生把數字插入一個公式。
1902年他與葛麗泰·歐文·布蘭查德完成婚姻。他們有三個兒子：克拉克·布蘭查德·密立根，格倫·阿倫·密立根，和马克斯·富蘭克林。

### 去世
1953年，密立根因心臟病發作，在聖馬力諾的家裡逝世，享年85歲。他被安葬在加利福尼亞州格倫代爾森林草坪紀念公園公墓。

## 紀念
在洛杉磯附近郊區雪曼奧克斯居民區的「密立根中學」（原「密立根初級中學」），加利福尼亞長灘的「羅伯特·密立根高中」，都是以他的名字命名。在他曾工作过的加州理工學院校園中，最高的建築，「密立根圖書館」也以他的名字命名。 在加州理工學院的校園，雅典娜酒店（Athenaeum Hotel）的四套房中有一套房是以他的名字命名为「密立根套房」。此外，俄勒岡州波特蘭的泰克廠區的一條主要街道是以他的名字命名为「密立根之路」。
1982年1月26日，美國郵政署發行37美分偉大的美國人系列郵票紀念他。
在1917年，天文學家喬治·海爾说服密立根開始每一年在斯如埔技術學院待幾個月，這是一個位于加利福尼亞州帕薩迪納的小型學術機構，海爾希望将其轉變為一個主要科研教育中心。幾年後斯如埔技術學院成為加州理工學院，密立根成為加州理工學院的“行政會議主席”（實際上這個職位就是學院主席）并因此離開了芝加哥大學。從西元1921年至西元1945年，密立根將擔任這一個職位。他在加州理工學院的研究主要集中於“宇宙射線”（他自己原創的術語）。在20世紀30年代，他與康普顿在宇宙射線是高能量光子（密立根的觀點）或是帶電粒子（康普頓的觀點）上展开辩论。密立根認為宇宙射線光子“孕育”了新原子來抵消熵，和防止宇宙熱寂。最终随着因地球磁場而引起的宇宙射線偏轉（所以必須帶電粒子）的现象被发现，康普頓被证明是正確的。
羅伯特·密立根是全國研究委員會的副委員長，在第一次世界大戰期間，他幫助制定反潛和氣象設備。

## 私生活
密立根是一個業餘網球選手。長子克拉克·布蘭查德·密立根，成為優秀的空氣動力工程師。另一個兒子格倫·阿倫·密立根也是物理學家。